# Fraternité 2020
Fraternité 2020 (F2020) war eine Europäische Bürgerinitiative (EBI), die 2010 auf der Convention des Jeunes Citoyens Européens (Tagung Junger Europäischer Bürger) in Cluny (Frankreich) angestoßen wurde. Die Tagung wurde 2011 mit dem Internationalen Karlspreis der Stadt Aachen ausgezeichnet. Das Ziel von F2020 war es, europäische Austauschprogramme wie das Erasmus-Programm oder den Europäischen Freiwilligendienst (EFD) zu verbessern und damit zu einem vereinten Europa und mehr Solidarität unter den Bürgern beizutragen. Die Initiative wurde am 9. Mai 2012 als erste EBI (Europäische Bürgerinitiative) verkündet und unter der EBI-Nummer ECI(2012)000001 in die EBI-Datenbank eingetragen. Um erfolgreich zu sein, hätte sie bis 1. November 2013 eine Million Unterschriften sammeln müssen. Tatsächlich unterzeichneten schließlich aber nur 71.057 EU-Bürger die Initiative. Sie gilt daher als gescheitert.

## Hintergrund
Die geografische Mobilität innerhalb Europas wird derzeit als eher gering angesehen. Der Erfolg von Austauschprogrammen wie Erasmus ist eher gering. Im Jahr 2006 haben weniger als 1 % aller Studierenden in der EU an einem Erasmus-Austausch teilgenommen. Ein Grund, warum das Erasmus-Programm von den europäischen Studierenden nicht besser angenommen wird, wird in der unzureichenden finanziellen Unterstützung gesehen. Ein weiteres Indiz für die geringe Mobilität ist die geringe Zahl an EU-Bürgern, die in einem anderen Land der EU leben. Im Jahr 2008 lebten im Schnitt nur 2,3 % der gesamten EU27-Bürger in einem anderen Mitgliedstaat.

## Ziele der Initiative
F2020 schlug drei Maßnahmen vor, um die Mobilität zu erhöhen:
- Die Kommission sollte bestehende Mittel konsequenter zur Förderung von Mobilität verwenden. Außerdem sollte sie sich für mehr Mittel für EU Austauschprogramme in der Zukunft einsetzen. Schließlich sollten 10 Prozent des EU Haushalts für diese Programme aufgewendet werden.
- Größere Anstrengungen sollten unternommen werden, dass Teilnehmer interkulturelle Fähigkeiten entwickeln, etwa indem Sprachkurse und Kurse über die Traditionen, Geschichte, Gesellschaft etc. des Gastlandes angeboten werden.
- Fortschritte im Bereich der Mobilität sollten besser überwacht werden, z. B. durch Eurostat oder Eurobarometer Umfragen.

## Förderung
Die Initiative wurde unter andern von Kalypso Nicolaïdis, Josep Borrell, Giandomenico Majone, Arturas Bumšteinas, Martin Heidenreich von der Universität Oldenburg, Johannes W. Pichler des Österreichischen Instituts für Europäische Rechtspolitik, Frank Schimmelfennig der ETH Zürich und zahlreichen Mitgliedern des Europäischen Hochschulinstituts unterstützt. Was NGOs anbelangt, wurde die Initiative unter anderen vom Europäischen Studentenforum AEGEE, dem Erasmus Student Network, Scambieuropei, der Vereinigung europäischer Elektroingenieure EESTEC und der Wirtschaftsingenieure ESTIEM, der Jugend der Europäischen Volkspartei, dem europäischen Kulturparlament, der Europa-Union Deutschland, der Kulturstiftung der Allianz, der Europäischen Bewegung unterstützt. Die Facebook-Seite der Initiative hat in etwa 15.000 Unterstützer.

## Erste Reaktionen aus den EU-Institutionen
In einem Schreiben vom 24. April 2011, drückte der damalige Präsident des Europäischen Parlamentes Jerzy Buzek seine Hoffnung aus, dass Fraternité 2020 dazu beitragen könne, einen weiteren Schritt in Richtung einer bürgernäheren EU zu gehen. Der Präsident der Europäischen Kommission José Manuel Barroso hob das Ziel der Initiative hervor, die Mittel für Mobilitätsprogramme zu erhöhen und deutete einen „substantiellen“ Anstieg im nächsten EU-Haushalt an.

## Europas erste EBI
Die Europäische Kommission wählte das symbolische Datum des 9. Mai 2012 (Europatag) für den offiziellen Startschuss der ersten EBI. Diese war Fraternité 2020, wie der Vize-Präsidenten der Kommission Maroš Šefčovič über seinen Twitter-Account bereits einen Tag vorher ankündigte. Sie wurde offiziell am 9. Mai registriert und erhielt die Registrierungsnummer ECI(2012)000001.